# Monumento alla memoria delle vittime di Lubin del 1982
Il monumento alla memoria delle vittime di Lubin del 1982 (in polacco Pomnik Pamięci Ofiar Lubina ’82) venne inaugurato il 31 agosto 1992, durante il decimo anniversario del massacro di Lubin, nei pressi di Wzgórze Zamkowe (“Colle del Castello”) a Lubin, in Polonia. In questo luogo, il 31 agosto 1982, la Milicja Obywatelska (Milizia dei Cittadini) soppresse una manifestazione pacifica contro lo stato di guerra (stan wojenny in Polonia) e i funzionari di milizia uccisero con un colpo di fucile tre persone, mentre molte altre rimasero ferite. All’inaugurazione del monumento era presente il cardinale Henryk Gulbinowicz.
Il monumento è stato realizzato da Zbigniew Frączkiewicz e consiste in 11 macigni. Una lettera è incisa su ogni macigno e tutte le lettere formano la parola Solidarność (“Solidarietà”). Tre di essi sostengono una croce sulla quale sono conservate le impronte di scarpe e di pneumatici.
L’autore del monumento creò anche due monumenti più piccoli, anch'essi costituiti da  pietre. Il primo è un solo macigno che sostiene una croce, dedicato a Michał Adamowicz. Il secondo monumento ricorda Mieczysław Poźniak e Andrzej Trajkowski e consiste in due rocce e anche esse reggono una croce. Questi tre sassi sono posizionati nei posti dove gli uomini persero le loro vite. Su ognuna delle rocce è inciso il nome del deceduto, preceduto dall’abbreviazione ŚP (świętej pamięci, cioè “di santa memoria”, un termine usato in polacco prima del nome di un defunto, come RIP – riposi in pace – italiano) nonché dal testo Perì il 31.08.1982 e dalla sentenza Giudicateli tutti da quel solo gesto (sul macigno alla memoria di Michał Adamowicz) e Tacciono, eppure stanno gridando (sulle rocce alla memoria di Mieczysław Poźniak e Andrzej Trajkowski).

## Ubicazione
Il monumento principale si trova nei pressi del Wzgórze Zamkowe (“Colle del Castello”), ad una distanza di circa 150 metri dal municipio (dalla Piazza Centrale lo si può raggiungere prendendo via Piastowska oppure Bolesława Chrobrego). Il macigno alla memoria di Michał Adamowicz è situato vicino a Wzgórze Zamkowe, davanti alla passerella sul fiume Baczynka, mentre i macigni dedicati a Mieczysław Poźniak e Andrzej Trajkowski si trovano all’incrocio di vie Wrocławska e Odrodzenia (circa 150 metri dal municipio, percorso lungo via Odrodzenia). Si può arrivare nelle vicinanze di Wzgórze Zamkowe e del Municipio con gli autobus pubblici. Le fermate più vicine sono “Cuprum Arena – Kopernika” e “Paderewskiego – rondo”.

## Galleria d'immagini

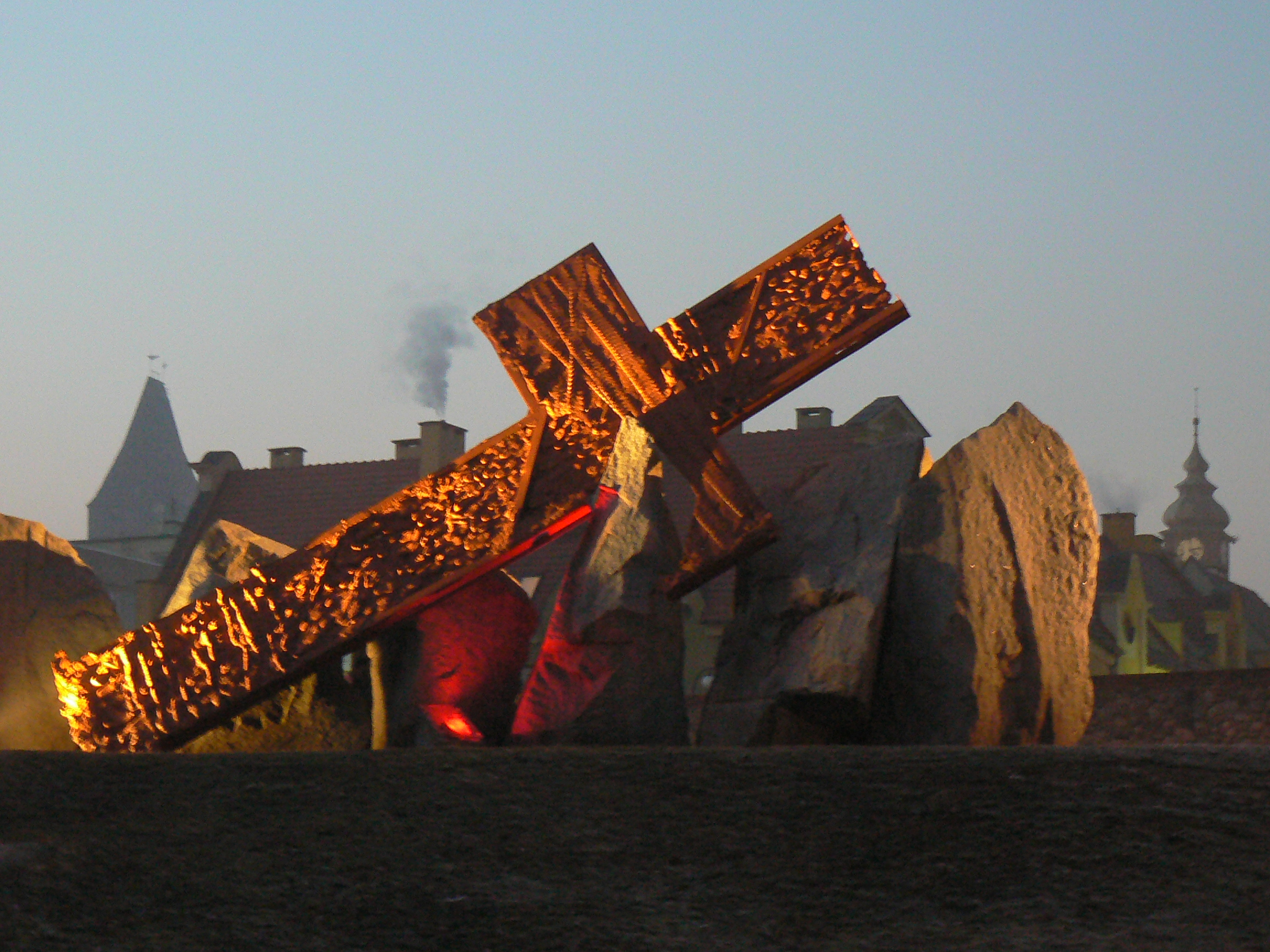
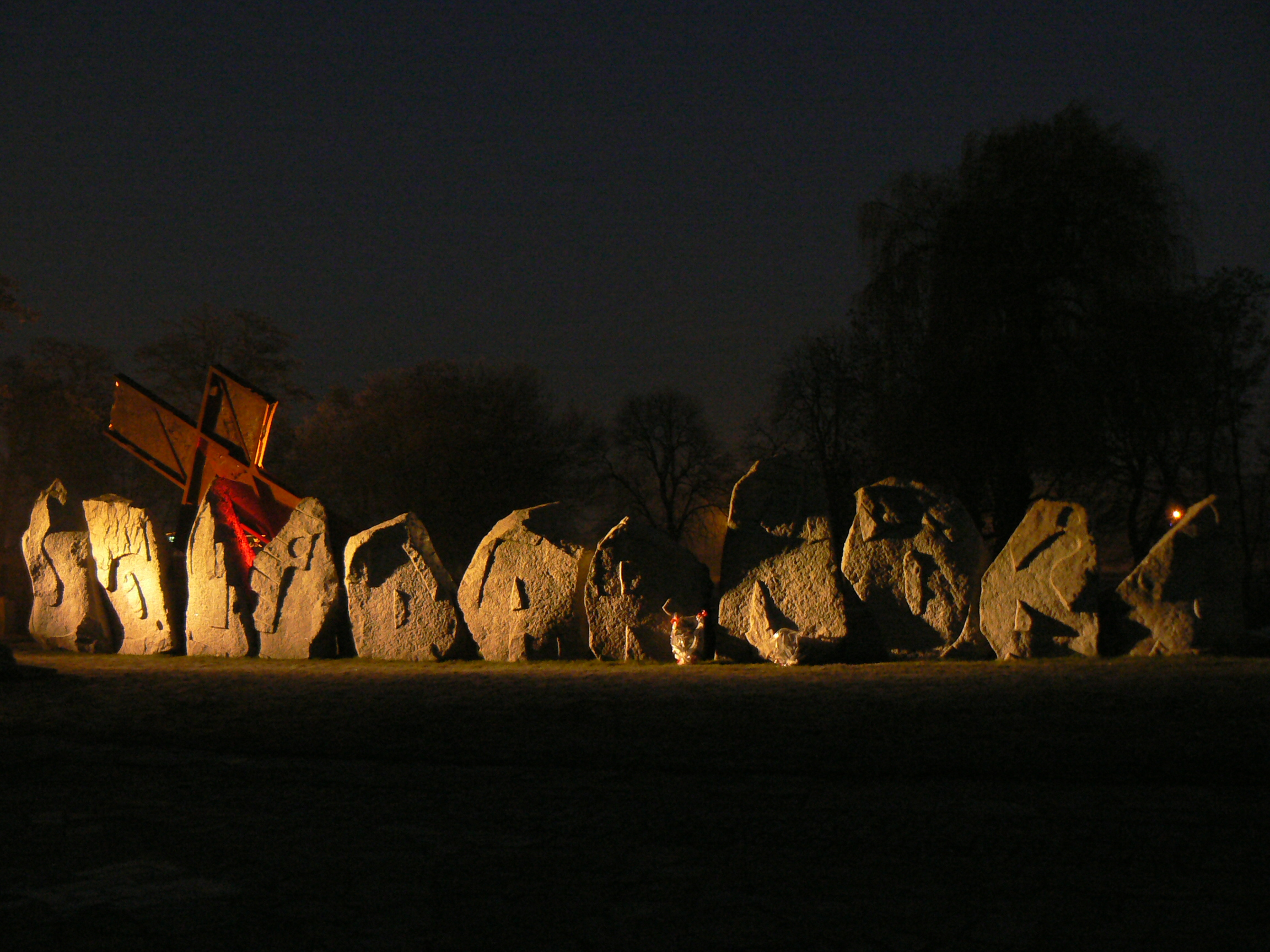
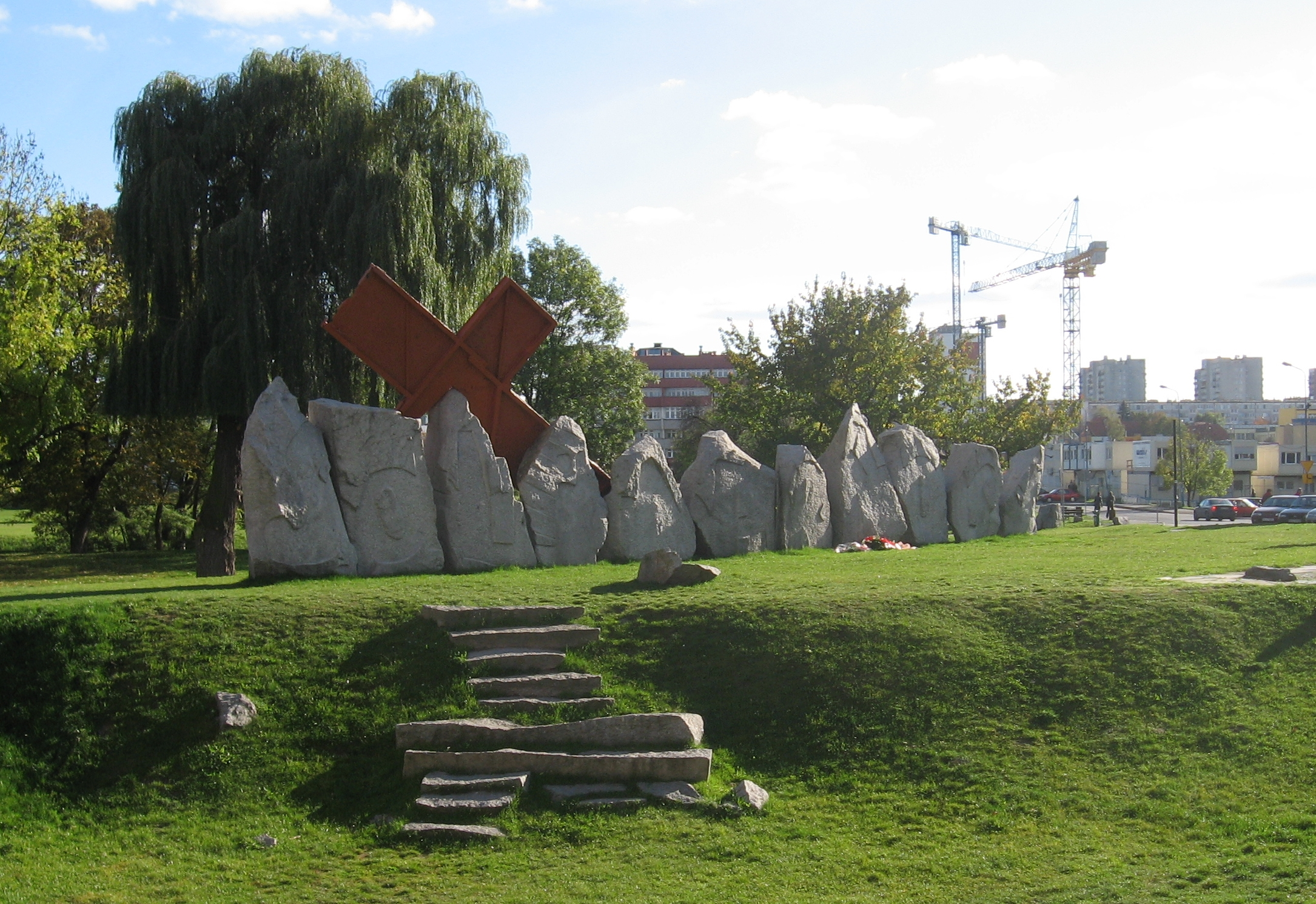
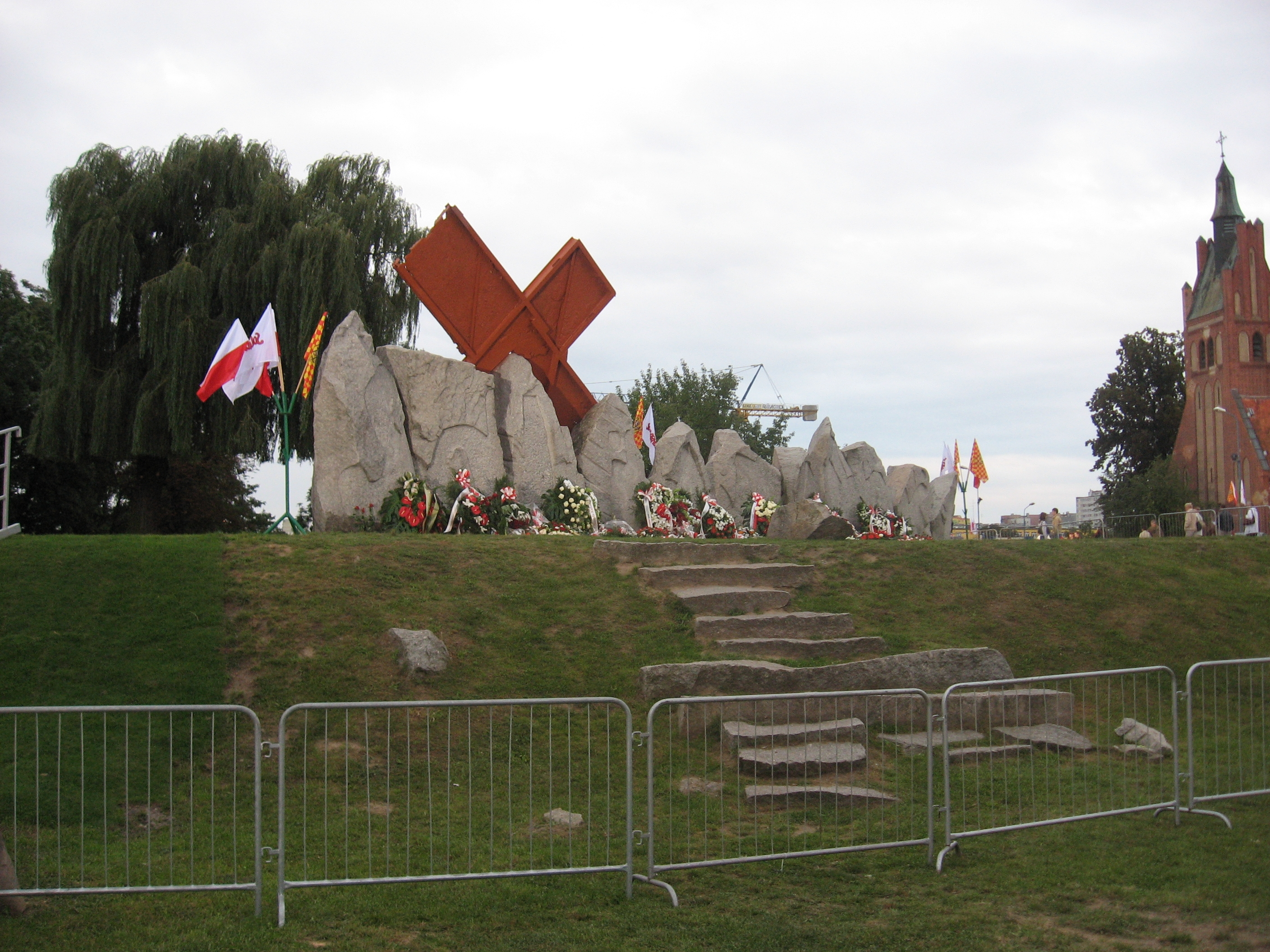